# Marcin Rozynek

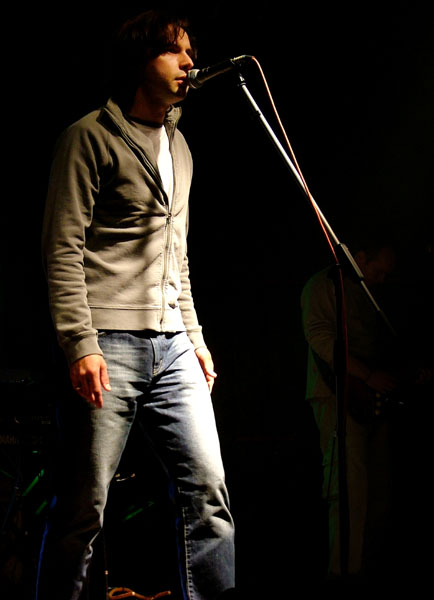
Marcin Rozynek

Marcin Rozynek (* 16. Mai 1971 in Żywiec) ist ein polnischer Rocksänger, Komponist, Songwriter und Musikproduzent. Er hat sechs Alben veröffentlicht (vier solo und zwei mit der Band Atmosphere bespielt). Er hat mit Grzegorz Ciechowski zusammengearbeitet.

## Diskografie

### Alben mitAtmospherebespielt
- Atmosphere (1997)
- Europa Naftowa (1999)

### Solo-Alben
- Księga Urodzaju (2003)
- Następny Będziesz Ty (2004)
- On-Off (2006)
- Ubieranie do snu (2009)
- Second Hand (2012)